# Abari (Tunisie)
Abari est une ancienne cité romaine qui se trouvait dans la province romaine d'Afrique appelée Byzacène, dans l'actuelle région du Sahel en Tunisie. Le site archéologique n'a pas encore été identifié.
C'était un évêché dont le nom d'un seul évêque est connu : Félix Abaritanus fait partie des prélats catholiques convoqués à Carthage par le roi vandale Hunéric en 484.
De nos jours, Abari survit en tant qu'évêché titulaire ; l'archevêque actuel (à titre personnel) est Bruno Musarò, nonce apostolique en Égypte et délégué auprès de la Ligue arabe.